# Samuel Gueulette
Samuel Léopold Gueulette (Kigali, 19 maggio 2000) è un calciatore ruandese, centrocampista del RAAL La Louvière e della nazionale ruandese.

## Carriera

### Club
Cresciuto nel settore giovanile del Gent, nel 2019 è stato acquistato dal Tubize-Braine dove ha militato in terza divisione; successivamente è passato al Roeselare rimanendo però svincolato dopo pochi mesi.
Nell'estate del 2021 ha firmato un contratto con il RAAL La Louvière nella quarta divisione belga, raggiungendo nell'arco di tre anni prima la promozione in Challenger Pro League (seconda divisione), e nel 2025 la promozione in Pro League (prima divisione).

### Nazionale
Ha debuttato con la nazionale ruandese il 4 giugno 2021 nell'incontro amichevole vinto 2-0 contro la Repubblica Centrafricana.

## Statistiche

### Presenze e reti nei club
Statistiche aggiornate al 2 agosto 2025.
| Stagione        | Squadra          | Campionato      | Campionato | Campionato | Coppe nazionali | Coppe nazionali | Coppe nazionali | Coppe continentali | Coppe continentali | Coppe continentali | Altre coppe | Altre coppe | Altre coppe | Totale | Totale | Totale |
| Stagione        | Squadra          | Comp            | Pres       | Reti       | Comp            | Pres            | Reti            | Comp               | Pres               | Reti               | Comp        | Pres        | Reti        | Pres   | Reti   |        |
| --------------- | ---------------- | --------------- | ---------- | ---------- | --------------- | --------------- | --------------- | ------------------ | ------------------ | ------------------ | ----------- | ----------- | ----------- | ------ | ------ | ------ |
| 2019-2020       | Tubize           | D1A             | 14         | 1          | CB              | 0               | 0               | -                  | -                  | -                  | -           | -           | -           | 14     | 1      |        |
| 2021-2022       | RAAL La Louvière | 4D              | 20         | 4          | CB              | 0               | 0               | -                  | -                  | -                  | -           | -           | -           | 20     | 4      |        |
| 2022-2023       | RAAL La Louvière | N1              | 29         | 1          | CB              | 1               | 0               | -                  | -                  | -                  | -           | -           | -           | 30     | 1      |        |
| 2023-2024       | RAAL La Louvière | N1              | 29         | 0          | CB              | 3               | 1               | -                  | -                  | -                  | -           | -           | -           | 32     | 1      |        |
| 2024-2025       | RAAL La Louvière | CPL             | 26         | 1          | CB              | 1               | 0               | -                  | -                  | -                  | -           | -           | -           | 27     | 1      |        |
| 2025-2026       | RAAL La Louvière | PL              | 1          | 0          | CB              | 0               | 0               | -                  | -                  | -                  | -           | -           | -           | 1      | 0      |        |
| Totale carriera | Totale carriera  | Totale carriera | 119        | 7          |                 | 5               | 1               |                    | -                  | -                  |             | -           | -           | 124    | 8      |        |

### Cronologia presenze e reti in nazionale
| Cronologia completa delle presenze e delle reti in nazionale ― Ruanda | Cronologia completa delle presenze e delle reti in nazionale ― Ruanda | Cronologia completa delle presenze e delle reti in nazionale ― Ruanda | Cronologia completa delle presenze e delle reti in nazionale ― Ruanda | Cronologia completa delle presenze e delle reti in nazionale ― Ruanda | Cronologia completa delle presenze e delle reti in nazionale ― Ruanda | Cronologia completa delle presenze e delle reti in nazionale ― Ruanda | Cronologia completa delle presenze e delle reti in nazionale ― Ruanda |
| Data                                                                  | Città                                                                 | In casa                                                               | Risultato                                                             | Ospiti                                                                | Competizione                                                          | Reti                                                                  | Note                                                                  |
| --------------------------------------------------------------------- | --------------------------------------------------------------------- | --------------------------------------------------------------------- | --------------------------------------------------------------------- | --------------------------------------------------------------------- | --------------------------------------------------------------------- | --------------------------------------------------------------------- | --------------------------------------------------------------------- |
| 4-6-2021                                                              | Kigali                                                                | Ruanda                                                                | 2 – 0                                                                 | Rep. Centrafricana                                                    | Amichevole                                                            | -                                                                     | 46’                                                                   |
| 6-6-2024                                                              | Abidjan                                                               | Benin                                                                 | 1 – 0                                                                 | Ruanda                                                                | Qual. Mondiali 2026                                                   | -                                                                     | 46’                                                                   |
| 11-6-2024                                                             | Durban                                                                | Lesotho                                                               | 0 – 1                                                                 | Ruanda                                                                | Qual. Mondiali 2026                                                   | -                                                                     | 60’                                                                   |
| 4-9-2024                                                              | Tripoli                                                               | Libia                                                                 | 1 – 1                                                                 | Ruanda                                                                | Qual. Coppa d'Africa 2025                                             | -                                                                     | 41’                                                                   |
| 10-9-2024                                                             | Kigali                                                                | Ruanda                                                                | 0 – 0                                                                 | Nigeria                                                               | Qual. Coppa d'Africa 2025                                             | -                                                                     | 62’                                                                   |
| 11-10-2024                                                            | Abidjan                                                               | Benin                                                                 | 3 – 0                                                                 | Ruanda                                                                | Qual. Coppa d'Africa 2025                                             | -                                                                     | 59’                                                                   |
| 15-10-2024                                                            | Kigali                                                                | Ruanda                                                                | 2 – 1                                                                 | Benin                                                                 | Qual. Coppa d'Africa 2025                                             | -                                                                     | 90’                                                                   |
| 14-11-2024                                                            | Kigali                                                                | Ruanda                                                                | 0 – 1                                                                 | Libia                                                                 | Qual. Coppa d'Africa 2025                                             | -                                                                     | 46’                                                                   |
| 18-11-2024                                                            | Uyo                                                                   | Nigeria                                                               | 1 – 2                                                                 | Ruanda                                                                | Qual. Coppa d'Africa 2025                                             | -                                                                     | 61’                                                                   |
| 21-3-2025                                                             | Kigali                                                                | Ruanda                                                                | 0 – 2                                                                 | Nigeria                                                               | Qual. Mondiali 2026                                                   | -                                                                     | 39’                                                                   |
| 25-3-2025                                                             | Kigali                                                                | Ruanda                                                                | 1 – 1                                                                 | Lesotho                                                               | Qual. Mondiali 2026                                                   | -                                                                     | 77’                                                                   |
| Totale                                                                |                                                                       | Presenze                                                              | 11                                                                    |                                                                       | Reti                                                                  | 0                                                                     |                                                                       |

## Palmarès

### Club

#### Competizioni nazionali
- Division 1: 1

RAAL La Louvière: 2023-2024